# Стефан Димитров
Стефан Димитров (1876. Зелениче, Османско царство – 5. мај 1905. Дреново, Османско царство) био је бугарски војвода и члан македонске револуционарне организације.

## Биографија
Рођен је у леринском селу Зелениче, Егејска Македонија, тада део Османског царства, данас Грчка, где је стекао основно образовање. Гимназију је завршио у бугарском граду Пловдив, где се дружио са Стефаном Николовим (буг. Стефан Николов Калфа). На софијском универзитету уписао је на студ математике, којег је напустио 1900. због посла учитеља на кукушком училишту (триразредна школа). За то време постаје и члан македонске револуционарне организације. 1901. за време солунске афере био је ухапшен од турске власти и осуђен на седам година затвора у бодрумској тврђави. Амнестиран је 1903. након пропалог илинданског устанка. Након тога постане комита под Апостолом Петковим у Ениџе Вардару (данас Грчка). На пролеће 1904. ТМОРО га именује за војводу у велешкој околини, где је надоместио убиојеног војводу Никола Дечев са наместником (подвојвода) Пенчо Шиваров. од 2. до 5. маја Стефан Димитров је делегат на прилепском конгресу, оргинизованим од Дамјана Груева, Ћорче Петрова, Пере Тошева, са циљем да се обнови револуција након пропалог илинденског устанка.
2. јануара 1905. учествује на скопском конгресу ТМОРО где си били и Ефрем Чучко, Крсто Бугарски, Атанас Бабата, Мише Развигоров, Петар Димитров Ангелов, Коста Нункос. Фебруара 1905. у селу Богомила ударио се са српском војводом Глигором Соколовићем, који је прошао без жртва. 15. априла имао је више среће, кад је заједно са турском помоћу Камил-аге уништио српску чету код Јавора, између Бистрице и Црешнова.
Стефан Димитров је погинуо 5. маја 1905. код села Гостиражни, по изненадном нападу (Битка на Орешким ливадама) од чете Глигорија Соколовића. Због пораза опозван је и бугарски наместник Димитрове чете - Пенчо Шиваров. На место Стефана Димитрова дошао је Пенчо Константинов.